# 満洲国駐箚特命全権大使

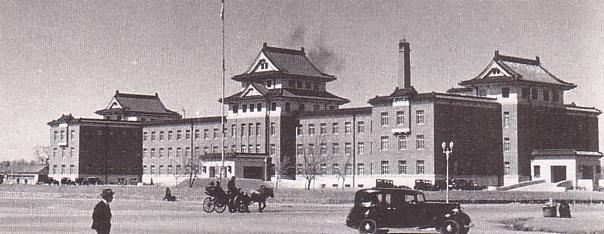
関東軍司令部と同じ建物（1934年落成）内に在満州国日本大使館があった。

満洲国駐箚特命全権大使（まんしゅうこくちゅうさつとくめいぜんけんたいし）は大日本帝国が満洲国（1932年3月 - 1945年8月）に派遣した特命全権大使。在満洲国日本大使、日本国特命全権大使と表現されることもある。
大使はいずれも軍人である関東軍司令官(1942年10月以降は関東軍総司令官）が兼任し、さらに関東庁が廃止される1934年12月までは関東長官を兼ねた。また関東庁廃止により在満洲国日本大使館に関東局が設けられるとその事務を統理することになり、関東州および南満洲鉄道附属地の行政権を有する特殊な大使となった。

## 歴代大使
| 氏名       | 駐箚発令                             | 着任     | 退任                                 |
| ---------- | ------------------------------------ | -------- | ------------------------------------ |
| 武藤信義   | 1932年（昭和07年・大同元年）11月30日 | 12月01日 | 1933年（昭和08年・大同02年）07月28日 |
| 菱刈隆     | 1933年（昭和08年・大同02年）07月28日 | 08月22日 | 1934年（昭和09年・康徳元年）12月10日 |
| 南次郎※    | 1934年（昭和09年・康徳元年）12月10日 | 12月25日 | 1936年（昭和11年・康徳03年）03月06日 |
| 植田謙吉   | 1936年（昭和11年・康徳03年）03月06日 | 03月28日 | 1939年（昭和14年・康徳06年）09月07日 |
| 梅津美治郎 | 1939年（昭和14年・康徳06年）09月07日 | 09月10日 | 1944年（昭和19年・康徳11年）07月18日 |
| 山田乙三   | 1944年（昭和19年・康徳11年）07月18日 | 07月18日 |                                      |

※1934年12月26日の関東局設置により、兼任の関東長官廃官。以後、大使が関東局の事務を統理。